# Garra dembeensis
Garra dembeensis és una espècie de peix cipriniforme de la família dels ciprínids.

## Morfologia
Els mascles poden assolir els 11 cm de longitud total.

## Distribució geogràfica
Es troba al llac Tana, el Nil Blau, el riu Omo, la conca del llac Txad i des de l'Àfrica oriental fins al Camerun.